# Jardín Zoológico de Mónaco

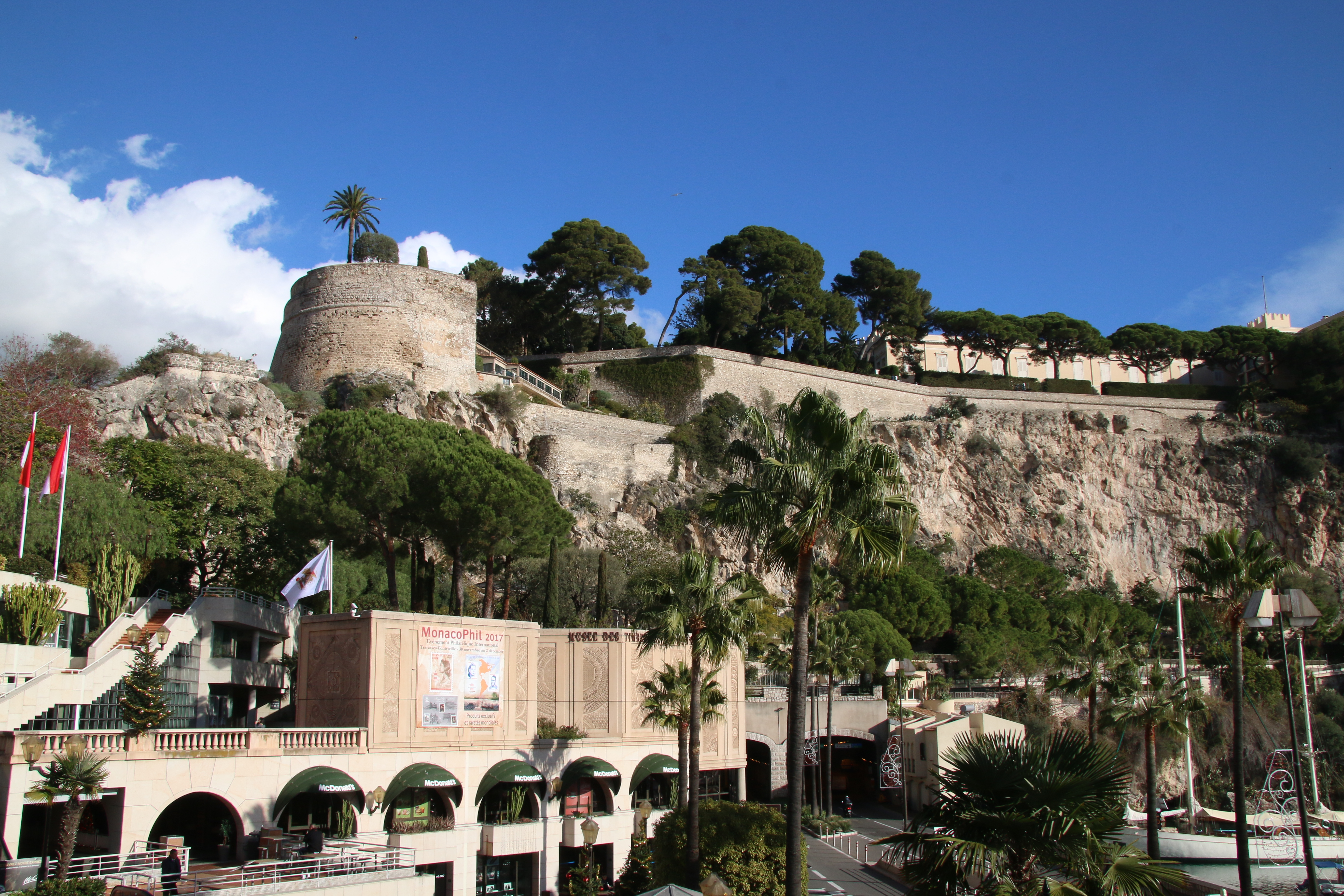
El Jardín Zoológico de Mónaco se encuentra en la Explanada Rainiero III, en Fontvieille en Mónaco, en el lado sur de la Roca de Mónaco. Fue establecido por Raniero III de Mónaco en 1954.

El Jardín Zoológico de Mónaco (en francés: Jardin Animalier de Monaco) se encuentra en la Explanada Rainiero III, en Fontvieille en Mónaco, en el lado sur de la Roca de Mónaco. Fue establecido por Raniero III de Mónaco en 1954. Hay 250 animales viviendo en el parque zoológico, que representan alrededor de 50 especies.
El zoológico es de una hectárea de tamaño, que se distribuyen en cuatro niveles en la roca. Ninguno de los animales fueron comprados, todos han venido de donaciones, circos, o animales abandonados y los incautados por los circos. Cinco animales llegaron al zoológico desde el cierre de 2009 del zoológico de St. Jean-Cap-Ferrat. 
El zoológico anteriormente contenía leopardos, pero estos fueron puestos en libertad en la naturaleza debido a los esfuerzos de la campaña de Virginia McKenna, fundador de la Fundación Born Free. Los dos leopardos, Pitou y Sirius, se habían mantenido en un recinto de dieciséis pies con un piso de concreto. McKenna había estado antes en Mónaco nueve veces en un intento de petición ante el Príncipe Rainiero para que los animales fuesen puestos en libertad, lo que finalmente le concedió en una audiencia real el Príncipe Alberto después de su ascensión al trono de Mónaco en 2005. Alberto acordó liberar los leopardos a Born Free, con la promesa de liberar el camello y el hipopótamo en el zoológico en una fecha posterior. Alberto también prometió convertir el Jardín Zoológico en un zoológico de mascotas.